# Zeytinus
Zeytinus is een geslacht van vliesvleugeligen uit de familie Eulophidae. De wetenschappelijke naam van dit geslacht is voor het eerst geldig gepubliceerd in 2011 door Doganlar.

## Soorten
Het geslacht Zeytinus is monotypisch en omvat slechts de volgende soort:
- Zeytinus hatayensis Doganlar, 2011